# Jupiter LVI
Jupiter LVI, tạm thời được gọi là S/2011 J 2, là một vệ tinh tự nhiên của Sao Mộc. Nó được phát hiện bởi Scott Sheppard vào năm 2011. Hình ảnh về vệ tinh này mới được phát hiện được chụp bằng kính thiên văn Magellan-Baade tại Đài thiên văn Las Campanas ở Chile. Nó là một vệ tinh dị hình với quỹ đạo quay ngược. Việc phát hiện ra Jupiter LVI đã nâng số lượng vệ tinh Jovian lên 67. Nó là một trong những đám thiên thể quay ngược xung quanh Sao Mộc và thuộc nhóm Pasiphae.
Mặt trăng đã biến mất sau khi được phát hiện vào năm 2011. Nó đã được phục hồi vào năm 2017 và được định danh vĩnh viễn vào năm đó.